# Egypte op de Olympische Zomerspelen 1992
Egypte nam deel aan de Olympische Zomerspelen 1992 in Barcelona, Spanje. Net zoals bij hun vorige deelname won men deze keer geen medaille.

## Deelnemers en resultaten

### Boksen
| Olympiër    | Discipline | Resultaat | Prestatie                            |
| ----------- | ---------- | --------- | ------------------------------------ |
| Emil Rizk   | -60kg (m)  | 17e       | 1ste ronde: V van PHI Chavez: 10-18  |
| Salim Kbary | -71kg (m)  | 17e       | 1ste ronde: V van LTU Maleckis: 6-13 |

### Gewichtheffen
| Olympiër             | Discipline | Resultaat | Prestatie                                                        |
| -------------------- | ---------- | --------- | ---------------------------------------------------------------- |
| Hamdy Basiony Hassan | -75kg (m)  | 18e       | trekken: 17de met 142,5kg stoten: 17de met 177,5kg totaal: 320kg |
| Moustafa Allozy      | -75kg (m)  | DNF       | trekken: 25ste met 135kg stoten: geen geldige poging             |
| Mahmoud Mahgoub      | -90kg (m)  | 16e       | trekken: 13de met 150kg stoten: 16de met 180kg totaal: 330kg     |
| Ibrahim El-Bakh      | -110kg (m) | DNF       | trekken: geen geldige poging                                     |
| Reda El-Batoty       | +110kg (m) | 15e       | trekken: 16de met 160kg stoten: 13de met 200kg totaal: 360kg     |

### Handbal
| Olympiër | Discipline | Resultaat | Prestatie |
| --- | ---------- | --------- | --- |
| Hosam Abdalla Ayman Abdelhamid Mohamed Abdel Mohamed Ahmed Belal Ahmed Debes Ahmed Elattar Ahmed Elawady Aser Elkasaby Khlaed Elkordy Adel Elsharkawy Ashraf Mabrouk Yasser Mahmoud Gohar Mohamed Sameh Mohamed Mohsen Radwan Amr Serageldin Mahmoud Soliman | mannen     | 11e       | groep B: 6de V van Roemenië: 21-22 V van Spanje: 18-23 V van EUN: 18-22 V van Duitsland: 16-24 V van Frankrijk: 19-22 11-12de plek: W van Brazilië: 27-24 |

| Groep B |           |             |             |             |             |            |            |            |        |
| #       | Land      | Wedstrijden | Wedstrijden | Wedstrijden | Wedstrijden | Doelpunten | Doelpunten | Doelpunten | Punten |
| #       | Land      | G           | W           | G           | V           | V          | T          | Saldo      | Punten |
| 1       | EUN       | 5           | 5           | 0           | 0           | 121        | 98         | +23        | 10     |
| 2       | Frankrijk | 5           | 4           | 0           | 1           | 111        | 98         | +13        | 8      |
| 3       | Spanje    | 5           | 3           | 0           | 2           | 97         | 98         | -1         | 6      |
| 4       | Roemenië  | 5           | 1           | 1           | 3           | 107        | 115        | -8         | 3      |
| 5       | Duitsland | 5           | 1           | 1           | 3           | 97         | 103        | -6         | 3      |
| 6       | Egypte    | 5           | 0           | 0           | 5           | 92         | 113        | -21        | 0      |

| Ronde        | Datum     | Plaats    | Land  | Score     | Land |
| ------------ | --------- | --------- | ----- | --------- | ---- |
| Groepsfase   |           |           |       |           |      |
| 27 juli      | Barcelona | Roemenië  | 22-21 | Egypte    |      |
| 29 juli      | Barcelona | Egypte    | 18-23 | Spanje    |      |
| 31 juli      | Barcelona | EUN       | 22-18 | Egypte    |      |
| 2 augustus   | Barcelona | Egypte    | 16-24 | Duitsland |      |
| 4 augustus   | Barcelona | Frankrijk | 22-19 | Egypte    |      |
| 11-12de plek |           |           |       |           |      |
| 7 augustus   | Barcelona | Egypte    | 27-24 | Brazilië  |      |

### Hockey
| Olympiër | Discipline | Resultaat | Prestatie |
| --- | ---------- | --------- | --- |
| Mohamed Tantawy Ibrahim Tawfik Husan Hassan Hisham Korany Gamal Mohamed Abdel Khlik Abou El-Yazi Magdy Ahmed Abdullah Gamal Ahmed Abdulla Ashraf Gindy Gamal Abdelgany Amro Osman Ehab Mansour Mohamed Sayed Abdulla Amro Mohamady Mohamed Mohamed Wael Mostafa | mannen     | 12e       | groep A: 6de V van Groot-Brittannië: 0-2 V van Australië: 1-5 V van Argentinië: 0-1 V van Duitsland: 2-8 V van India: 1-2 9-12de plek: V van EUN: 2-4 11-12de plek: V van Argentinië: 3-7 |

| Groep A |                  |             |             |             |             |            |            |            |        |
| #       | Land             | Wedstrijden | Wedstrijden | Wedstrijden | Wedstrijden | Doelpunten | Doelpunten | Doelpunten | Punten |
| #       | Land             | G           | W           | G           | V           | V          | T          | Saldo      | Punten |
| 1       | Australië        | 5           | 4           | 1           | 0           | 20         | 2          | +18        | 9      |
| 2       | Duitsland        | 5           | 4           | 1           | 0           | 16         | 4          | +12        | 9      |
| 3       | Groot-Brittannië | 5           | 3           | 0           | 2           | 7          | 10         | -3         | 6      |
| 4       | India            | 5           | 2           | 0           | 3           | 4          | 8          | -4         | 4      |
| 5       | Argentinië       | 5           | 1           | 0           | 4           | 3          | 12         | -9         | 2      |
| 6       | Egypte           | 5           | 0           | 0           | 5           | 4          | 18         | -14        | 0      |

| Ronde        | Datum     | Plaats           | Land | Score      | Land |
| ------------ | --------- | ---------------- | ---- | ---------- | ---- |
| Groepsfase   |           |                  |      |            |      |
| 26 juli      | Barcelona | Groot-Brittannië | 2-0  | Egypte     |      |
| 28 juli      | Barcelona | Australië        | 5-1  | Egypte     |      |
| 30 juli      | Barcelona | Egypte           | 0-1  | Argentinië |      |
| 1 augustus   | Barcelona | Duitsland        | 8-2  | Egypte     |      |
| 3 augustus   | Barcelona | India            | 2-1  | Egypte     |      |
| 9-12de plek  |           |                  |      |            |      |
| 5 augustus   | Barcelona | EUN              | 4-2  | Egypte     |      |
| 11-12de plek |           |                  |      |            |      |
| 7 augustus   | Barcelona | Argentinië       | 7-3  | Egypte     |      |

### Judo
| Olympiër       | Discipline | Resultaat | Prestatie |
| -------------- | ---------- | --------- | --------- |
| Ahmed El-Sayed | -60kg (m)  | 23e       |           |
| Aiman El-Shewy | -95kg (m)  | 21e       |           |
|                |            |           |           |
| Heba Hefny     | -72kg (m)  | 20e       |           |

### Moderne vijfkamp
| Olympiër                                             | Discipline  | Resultaat | Prestatie    |
| ---------------------------------------------------- | ----------- | --------- | ------------ |
| Mohamed Abdou El-Souad                               | individueel | 44e       | 4922 punten  |
| Moustafa Adam                                        | individueel | 34e       | 5057 punten  |
| Sherif El-Erian                                      | individueel | 60e       | 4538 punten  |
| Mohamed Abdou El-Souad Moustafa Adam Sherif El-Erian | team        | 14e       | 14517 punten |

### Paardensport
| Olympiër             | Discipline     | Resultaat      | Prestatie                         |
| Springconcours       | Springconcours | Springconcours | Springconcours                    |
| -------------------- | -------------- | -------------- | --------------------------------- |
| André Salah Sakakini | individueel    | 60e            | kwalificatie: 60ste met 93 punten |

### Schermen
| Olympiër       | Discipline | Resultaat | Prestatie                                   |
| -------------- | ---------- | --------- | ------------------------------------------- |
| Maged Abdallah | floret (m) | 41e       | 1ste ronde groep 8: 3de met 2 overwinningen |

### Schietsport
| Olympiër         | Discipline           | Resultaat | Prestatie                          |
| ---------------- | -------------------- | --------- | ---------------------------------- |
| Tarek Zaki Riad  | 50m pistool (m)      | 16e       | kwalificatie: 16de met 556 punten  |
| Tarek Zaki Riad  | 10m luchtpistool (m) | 39e       | kwalificatie: 39ste met 569 punten |
| Mohamed Khorshed | skeet                | 33e       | kwalificatie: 33ste met 144 punten |
| Khaled Sabet     | skeet                | 51e       | kwalificatie: 51ste met 140 punten |
| Khaled Sabet     | trap                 | 52e       | kwalificatie: 52ste met 127 punten |
| Sherif Saleh     | trap                 | 33e       | kwalificatie: 33ste met 139 punten |

### Tafeltennis
| Olympiër      | Discipline    | Resultaat | Prestatie                                                                          |
| ------------- | ------------- | --------- | ---------------------------------------------------------------------------------- |
| Ashraf Helmy  | enkelspel (m) | 49e       | groep C: 4de V van SWE Persson: 0-2 V van GBR Syed: 0-2 V van FRA Chatelain: 0-2   |
|               |               |           |                                                                                    |
| Nihal Meshref | enkelspel (v) | 33e       | groep L: 3de V van JPN Hoshino: 0-2 V van EUN Popova: 0-2 W van CUB Rodriguez: 2-0 |

### Voetbal
| Olympiër | Discipline | Resultaat | Prestatie                                                           |
| --- | ---------- | --------- | ------------------------------------------------------------------- |
| Nader El-Sayed Amr El-Hadidy Tamer Abdul Hamid Khaled El-Ghandour Haytham Farouk Sami El-Sheshini Yehia Nabil Khaled Hady Khashaba Moustafa Ibrahim Mohamed Salah Abo Greisha Yasser Rayyan Essam Abdelazim Mohamed Youssef Moustafa Sadek Akel Gadallah Tawfik Sakr Ahmed Nakhla Mohamed Abdelaty Mohamed Sallam Ibrahim El-Masry | mannen     | 12e       | groep B: 3de V van Qatar: 0-1 V van Spanje: 0-2 W van Colombia: 4-3 |

| Groep B |          |             |             |             |             |            |            |            |        |
| #       | Land     | Wedstrijden | Wedstrijden | Wedstrijden | Wedstrijden | Doelpunten | Doelpunten | Doelpunten | Punten |
| #       | Land     | G           | W           | G           | V           | V          | T          | Saldo      | Punten |
| 1       | Spanje   | 3           | 3           | 0           | 0           | 8          | 0          | +8         | 6      |
| 2       | Qatar    | 3           | 1           | 1           | 1           | 2          | 3          | -1         | 3      |
| 3       | Egypte   | 3           | 1           | 0           | 2           | 4          | 6          | -2         | 2      |
| 4       | Colombia | 3           | 0           | 1           | 2           | 4          | 9          | -5         | 1      |

| Ronde      | Datum    | Plaats   | Land | Score  | Land |
| ---------- | -------- | -------- | ---- | ------ | ---- |
| Groepsfase |          |          |      |        |      |
| 24 juli    | Sabadell | Egypte   | 0-1  | Qatar  |      |
| 27 juli    | Valencia | Spanje   | 2-0  | Egypte |      |
| 29 juli    | Sabadell | Colombia | 3-4  | Egypte |      |

### Worstelen
| Olympiër          | Discipline     | Resultaat      | Prestatie                                                    |
| Grieks-Romeins    | Grieks-Romeins | Grieks-Romeins | Grieks-Romeins                                               |
| ----------------- | -------------- | -------------- | ------------------------------------------------------------ |
| Ahmed Ibrahim     | -62kg (m)      | 17e            | groep B: 9de V van HUN Bodi: 0-6 V van ESP Martinez: 1-4     |
| Mohyeldin Ramadan | -82kg (m)      | 19e            | groep B: 10de V van USA Henderson: 0-4 V van HUN Farkas: 0-2 |
| Mostafa Ramadan   | -90kg (m)      | 13e            | groep B: 7de V van GER Bullmann: 0-5 V van IRI Babak: 1-2    |

### Zwemmen
| Olympiër         | Discipline          | Resultaat | Prestatie               |
| ---------------- | ------------------- | --------- | ----------------------- |
| Mohamed El-Azoul | 50m vrije slag (m)  | 37e       | serie 6: 4de in 23,87   |
| Mohamed El-Azoul | 100m vrije slag (m) | 52e       | serie 4: 4de in 53,31   |
|                  |                     |           |                         |
| Rania Elwani     | 50m vrije slag (v)  | 32e       | serie 3: 2de in 27,20   |
| Rania Elwani     | 100m vrije slag (v) | 30e       | serie 2: 1ste in 58,82  |
| Rania Elwani     | 200m vrije slag (v) | 31e       | serie 2: 5de in 2.08,93 |
| Rania Elwani     | 100m rugslag (v)    | 45e       | serie 1: 6de in 1.10,12 |

Albanië · Algerije · Amerikaanse Maagdeneilanden · Amerikaans-Samoa · Andorra · Angola · Antigua en Barbuda · Argentinië · Aruba · Australië · Bahama's · Bahrein · Bangladesh · Barbados · België · Belize · Benin · Bermuda · Bhutan · Bolivia · Bosnië en Herzegovina · Botswana · Brazilië · Britse Maagdeneilanden · Bulgarije · Burkina Faso · Canada · Centraal-Afrikaanse Republiek · Chili · China · Chinees Taipei · Colombia · Congo-Brazzaville · Cookeilanden · Costa Rica · Cuba · Cyprus · Denemarken · Djibouti · Dominicaanse Republiek · Duitsland · Ecuador · Egypte · El Salvador · Equatoriaal-Guinea · Estland · Ethiopië · Fiji · Filipijnen · Finland · Frankrijk · Gabon · Gambia · Gezamenlijk team · Ghana · Grenada · Griekenland · Groot-Brittannië · Guam · Guatemala · Guinee · Guyana · Haïti · Honduras · Hongarije · Hongkong · Ierland · IJsland · India · Indonesië · Irak · Iran · Israël · Italië · Ivoorkust · Jamaica · Japan · Jemen · Jordanië · Kaaimaneilanden · Kameroen · Kenia · Koeweit · Kroatië · Laos · Lesotho · Letland · Libanon · Libië · Liechtenstein · Litouwen · Luxemburg · Madagaskar · Malawi · Malediven · Maleisië · Mali · Malta · Marokko · Mauritanië · Mauritius · Mexico · Monaco · Mongolië · Mozambique · Myanmar · Namibië · Nederland · Nederlandse Antillen · Nepal · Nicaragua · Nieuw-Zeeland · Niger · Nigeria · Noord-Korea · Noorwegen · Oeganda · Oman · Oostenrijk · Pakistan · Panama · Papoea-Nieuw-Guinea · Paraguay · Peru · Polen · Portugal · Puerto Rico · Qatar · Roemenië · Rwanda · Saint Vincent‑Grenadines · Salomonseilanden · Samoa · San Marino · Saoedi-Arabië · Senegal · Seychellen · Sierra Leone · Singapore · Slovenië · Soedan · Spanje · Sri Lanka · Suriname · Swaziland · Syrië · Tanzania · Thailand · Togo · Tonga · Trinidad en Tobago · Tsjaad · Tsjecho-Slowakije · Tunesië · Turkije · Uruguay · Vanuatu · Venezuela · Verenigde Arabische Emiraten · Verenigde Staten · Vietnam · Zaïre · Zambia · Zimbabwe · Zuid-Afrika · Zuid-Korea · Zweden · Zwitserland · Onafhankelijke olympische deelnemers